# Departamento de Collines
Collines (en castellano literalmente, Colinas) es uno de los doce departamentos de Benín. Collines fue creado en 1999, tras la decisión del gobierno de Benín de dividir los antiguos seis departamentos de Atakora, Atlantique, Borgou, Mono, Ouémé y Zou para que el país estuviera compuesto por doce. Collines fue separado de Zou. Dassa-Zoumè es la capital desde el 22 de junio de 2016. Collines limita con los departamentos de Plateau, Borgou, Zou y Donga. La superficie total de Collines es de 13.561 km². En el censo de 2013, el departamento tenía una población de 717 477 habitantes.